# Liste der Baudenkmäler in Uerdingen
Die Liste der Baudenkmäler in Uerdingen enthält die denkmalgeschützten Bauwerke auf dem Gebiet von Krefeld-Uerdingen, Stadtbezirk Uerdingen, in Nordrhein-Westfalen (Stand: April 2020). Diese Baudenkmäler sind in der Denkmalliste der Stadt Krefeld eingetragen; Grundlage für die Aufnahme ist das Denkmalschutzgesetz Nordrhein-Westfalen (DSchG NRW).

| Bild | Bezeichnung | Lage                                                             | Beschreibung | Bauzeit                                           | Eingetragen seit | Denkmal- nummer |
| --- | --- | ---------------------------------------------------------------- | --- | ------------------------------------------------- | ---------------- | --------------- |
| weitere Bilder | Stadtbefestigung/Stadtmauer | Uerdingen-Markt diverse Karte                                    | ⊙ | um 1333                                           |                  | 227             |
| weitere Bilder | Ter-Meer-Siedlung | Uerdingen, Nord-Uerdingen Ahornstraße 27 Karte                   | Architekt: Johann Heinrich Oediger; Auftrag- und Namensgeber: Edmund ter Meer; Arbeitersiedlung mit zweigeschossigen Backsteinhäusern für die damaligen chemischen Fabriken vormals Weiler ter-Meer | 1921–1922                                         | 1994             | 705             |
| | | Uerdingen-Markt Alte Krefelder Straße 2 Karte                    | |                                                   |                  | 12              |
| Brempter Hof | Brempter Hof | Uerdingen-Markt Alte Krefelder Straße 4, 6 Karte                 | Ursprung des nach Tilman von Brempt benannten mehrfach umgebauten und erweiterten Hofes ist das 14. Jahrhundert, Teil ist der im Stil der Gotik erbaute Torturm | 14. Jh.                                           |                  | 13              |
| | | Uerdingen-Markt Alte Krefelder Straße 13 Karte                   | |                                                   |                  | 881             |
| | | Uerdingen-Markt Alte Krefelder Straße 27 Karte                   | |                                                   |                  | 1000            |
| Wohnhaus | Wohnhaus | Uerdingen-Stadtpark Alte Krefelder Straße 70 Karte               | |                                                   | 31. Oktober 2019 | 1022            |
| Gartenpavillon/Nord-West-Türmchen der ehemaligen Stadtmauer                                                          | Gartenpavillon/Nord-West-Türmchen der ehemaligen Stadtmauer | Uerdingen-Markt Am Bahnhofsplatz 9 Karte                         | |                                                   |                  | 128             |
| weitere Bilder | Bunker | Uerdingen-Stadtpark Am Lindenplatz Karte                         | | 1941–1942                                         | 02.08.2021       | 1036            |
| weitere Bilder | Rathaus Uerdingen | Uerdingen-Markt Am Marktplatz 1 Karte                            | Teil des Ensembles der ehemaligen drei Wohnhäuser der Gebrüder Herbertz, sie sogenannten „Herbertzhäuser“, im Stil des Klassizismus von Architekt Adolph von Vagedes erbaut | 1832                                              |                  | 19              |
| Haus Packenius | Haus Packenius | Uerdingen-Markt Am Marktplatz 2, 4 Karte                         | | 1707                                              |                  | 501             |
| weitere Bilder | Apotheke | Uerdingen-Markt Am Marktplatz 3 Karte                            | Teil des Ensembles der ehemaligen drei Wohnhäuser der Gebrüder Herbertz, sie sogenannten „Herbertzhäuser“, im Stil des Klassizismus von Architekt Adolph von Vagedes erbaut | 1832                                              |                  | 502             |
| weitere Bilder | Bücherei | Uerdingen-Markt Am Marktplatz 5 Karte                            | Teil des Ensembles der ehemaligen drei Wohnhäuser der Gebrüder Herbertz, sie sogenannten „Herbertzhäuser“, im Stil des Klassizismus von Architekt Adolph von Vagedes erbaut | 1832                                              |                  | 20              |
| weitere Bilder | altes Rathaus | Uerdingen-Markt Am Marktplatz 10 Karte                           | | 1722–1725                                         |                  | 21              |
| | | Uerdingen-Markt Am Marktplatz 18 Karte                           | |                                                   |                  | 584             |
| Leutefeldhof | Leutefeldhof | Uerdingen-Markt Am Marktplatz 23 Karte                           | |                                                   |                  | 22              |
| | | Uerdingen-Markt Am Marktplatz 36 Karte                           | |                                                   |                  | 23              |
| Haus zur Rübe | Haus zur Rübe | Uerdingen-Markt Am Rheintor 2 Karte                              | | 1743–1750                                         |                  | 503             |
| | | Uerdingen-Markt Am Rheintor 4 Karte                              | | um 1850                                           |                  | 504             |
| | | Uerdingen-Markt Am Rheintor 5 Karte                              | |                                                   |                  | 369             |
| | | Uerdingen-Markt Am Rheintor 6 Karte                              | |                                                   |                  | 505             |
| | | Uerdingen-Markt Am Rheintor 6a Karte                             | |                                                   |                  | 25              |
| Zu den Schwänen | Zu den Schwänen | Uerdingen-Markt Am Rheintor 8 Karte                              | | 1769                                              |                  | 26              |
| weitere Bilder | Zur Krone | Uerdingen-Markt Am Rheintor 9 Karte                              | Gasthof im barocken Stil | 1704                                              |                  | 506             |
| weitere Bilder | Uerdinger Stadtmauer mit Eulenturm | Uerdingen-Markt Am Wallgarten Karte                              | | 1325–1330                                         |                  | 27              |
| Wohnhaus | Wohnhaus | Uerdingen-Markt Am Wallgarten 13 Karte                           | | 1913–1914                                         | 03.12.2013       | 1013            |
| weitere Bilder | Wohnhaus | Uerdingen-Markt Am Wallgarten 23 Karte                           | inklusive Einfriedungsmauer und Garage | 1921                                              | 15.09.2020       | 1029            |
| weitere Bilder | Evangelische Michaelskirche | Uerdingen-Markt Am Zollhof Niederstraße Karte                    | Architekt: Heinrich Otto Vogel. Saalkirche mit steilem Zeltdach mit nebenstehendem stadtbildprägenden Kirchturm mit Turmkapelle. Ersetze die erste evangelische Michaelskirche (1862–1961) in Uerdingen. | 1962–1964                                         |                  | 954             |
| weitere Bilder | Bügeleisen | Uerdingen-Markt Am Zollhof 2 Karte                               | ursprünglich wohl zwei Häuser; benannt nach der Form des Gebäudes, das an ein Bügeleisen erinnert und mit der der eingeschränkte Platz des Grundstücks effizient genutzt werden sollte | um 1780 um 1880                                   |                  | 28              |
| weitere Bilder | Zollamt | Uerdingen-Markt Am Zollhof 7 Karte                               | | 1852                                              |                  | 723             |
| Wohnhaus | Wohnhaus | Uerdingen-Markt Augustastraße 11 Karte                           | |                                                   |                  | 987             |
| weitere Bilder | Uerdinger Bahnhof | Uerdingen-Markt Bahnhofstraße 35 Karte                           | inklusive des Empfangsgebäudes, der Bahnsteigüberdachung und der ehemaligen Güterabfertigung | 1899                                              |                  | 725             |
| Wohnhaus | Wohnhaus | Uerdingen-Markt Bahnhofstraße 50 Karte                           | |                                                   |                  | 1010            |
| weitere Bilder | Bussmühle/Bruchmühle | Uerdingen-Stadtpark Bergstraße 4 Karte                           | | 1795                                              |                  | 374             |
| weitere Bilder | Rheinbrücke Uerdingen | Uerdingen-Markt Berliner Straße Karte                            | | 1933–1936                                         |                  | 566             |
| weitere Bilder | | Uerdingen-Markt Bruchstraße 18 Karte                             | |                                                   |                  | 964             |
| | | Uerdingen-Markt Bruchstraße 24 Karte                             | | 1704                                              |                  | 885             |
| Bernshof | Bernshof | Hohenbudberg Brüggerstraße 1 Karte                               | |                                                   |                  | 879             |
| | | Uerdingen-Markt Burgstraße 1 Karte                               | | 1839                                              |                  | 370             |
| weitere Bilder | Uerdinger Burg | Uerdingen-Markt Burgstraße 15 Karte                              | | 14. Jh. 1838–1839                                 |                  | 45              |
| weitere Bilder | Casino | Uerdingen-Markt Casinogasse 1 Karte                              | | 1833                                              |                  | 47              |
| weitere Bilder | Haus Rheinhorst | Uerdingen-Markt Dammstraße 4, 6 Karte                            | Architekt: Heinrich Metzendorf | 1906–1907                                         |                  | 902             |
| weitere Bilder | Rheinschlösschen | Uerdingen-Markt Dammstraße 8 Karte                               | Architekt: Karl Henrici | 1908                                              |                  | 903             |
| weitere Bilder | katholische Pfarrkirche St. Matthias und südlich anschließender Friedhof                                                                                               | Hohenbudberg Deichstraße Kirchstraße Karte                       | Architekt: Vincenz Statz. Romanischer Turm erhalten. | 12. Jh. (Turm) 1852–1854                          |                  | 59              |
| weitere Bilder | Sommerhaus Schmitz-Neppes | Hohenbudberg Dorfstraße 2 Karte                                  | Das Baudenkmal wurde im März 2025 nach Genehmigung der unteren Denkmalbehörde der Stadt Krefeld in einer umstrittenen Entscheidung durch den Eigentümer Chempark_Krefeld-Uerdingen abgebrochen. Details sind hier zu lesen: https://www.industriekultur-krefeld.org/index.php/bayer-casino-und-ingenieur-verwaltung/ | ca. 1871                                          |                  | 806             |
| weitere Bilder | Katholische Pfarrkirche St. Heinrich | Uerdingen-Stadtpark Heinrich-Theißen-Straße Karte                | Architekt: Hans Rummel | 1913–1915                                         |                  | 84              |
| weitere Bilder | Teile der Werksanlage der Weinbrennerei Dujardin | Uerdingen-Markt Hohenbudberger Straße 4, 10 Karte                | | 1930                                              |                  | 969             |
| weitere Bilder | ehemalige Unternehmer-Villa der Firma Müncker | Uerdingen-Markt Hohenbudberger Straße 18 Karte                   | mit dem anschließenden Garten |                                                   |                  | 933             |
| weitere Bilder | Rheinseitiges Lagerhaus der Gesamtanlage der ehemaligen Ölfabrik Holtz & Willemsen („Howinol“)                                                                         | Uerdingen-Markt Hohenbudberger Straße 26 Karte                   | | 1894–1897                                         |                  | 1019            |
| weitere Bilder | Gebäudeteile „Maschinenhalle“ und „Raffinerie Technische Öle, Technisches Büro und Schornstein“ der Gesamtanlage der ehemaligen Ölfabrik Holtz & Willemsen („Howinol“) | Uerdingen-Markt Hohenbudberger Straße 34 Karte                   | |                                                   |                  | 1020            |
| weitere Bilder | Katholische Pfarrkirche St. Peter | Uerdingen-Markt Kirchplatz 2 Karte                               | | 2. Hälfte des 12. Jh. 1381–1383 um 1630 1801–1803 |                  | 112             |
| [[Vorlage:Bilderwunsch/code!/C:51.38634,6.611358!/D:Pipperhof, Krienshütte 108 Vennikelstraße 45, 47, 49, 51!/\|BW]] | Pipperhof | Hohenbudberg Krienshütte 108 Vennikelstraße 45, 47, 49, 51 Karte | |                                                   |                  | 760             |
| ehemaliges evangelisches Gemeindehaus                                                                                | ehemaliges evangelisches Gemeindehaus | Uerdingen-Markt Kronenstraße 17a Karte                           | ehemaliges Jugend- und Gemeindehaus der evangelischen Kirchengemeinde Krefeld-Uerdingen, mittlerweile Wohngebäude; sogenanntes „Meistermannhaus“, benannt nach mehreren Glasfenstern (Teil des Denkmals) von Georg Meistermann aus dem Jahr 1961                                                                     | 1956                                              |                  | 953             |
| Stadtbad Uerdingen                                                                                                   | Stadtbad Uerdingen | Uerdingen-Markt Kurfürstenstraße 18 Karte                        | | 1902                                              |                  | 835             |
| Gartenhäuschen | Gartenhäuschen | Uerdingen-Markt Linner Straße 12 Karte                           | |                                                   |                  | 911             |
| weitere Bilder | Hochbunker | Uerdingen-Stadtpark Löschenhofweg Karte                          | | 1940–1941                                         | 02.08.2021       | 1037            |
| | | Uerdingen-Markt Niederstraße 11 Karte                            | |                                                   |                  | 375             |
| weitere Bilder | | Uerdingen-Markt Niederstraße 20 Karte                            | |                                                   |                  | 376             |
| weitere Bilder | Bankgebäude | Uerdingen-Markt Niederstraße 26 Karte                            | |                                                   |                  | 507             |
| weitere Bilder | | Uerdingen-Markt Niederstraße 36 Karte                            | barockes Bürgerhaus | um 1770                                           |                  | 167             |
| Zum Schiffchen | Zum Schiffchen | Uerdingen-Markt Niederstraße 39 Karte                            | mit barocker Tordurchfahrt, über der das namensgebende Schiff-Relief hängt, und Korbbogen-Ladenfenstern aus dem Jugendstil, die an die Tordurchfahrt angelehnt sind | 1768                                              |                  | 168             |
| | | Uerdingen-Markt Niederstraße 52 Karte                            | |                                                   |                  | 371             |
| weitere Bilder | Haus Neuhofs | Uerdingen-Markt Niederstraße 56, 56a Karte                       | Krefelder Denkmalpreis 2004 | 1778                                              |                  | 169             |
| | | Uerdingen-Markt Niederstraße 62, 64 Karte                        | |                                                   |                  | 372             |
| | | Uerdingen-Markt Niederstraße 66 Karte                            | |                                                   |                  | 373             |
| | | Uerdingen-Markt Niederstraße 81 Karte                            | |                                                   |                  | 170             |
| weitere Bilder | Stadtparkrestaurant Uerdingen | Uerdingen-Stadtpark Nikolaus-Groß-Straße 4 Karte                 | Gebäudeäußeres nördlich vorgelagerte Terrasse | 1905–1911                                         |                  | 971             |
| | | Uerdingen-Stadtpark Nikolaus-Groß-Straße 17 Karte                | | 1911                                              | 2011             | 977             |
| | | Uerdingen-Stadtpark Nikolaus-Groß-Straße 19 Karte                | | 1911                                              | 2011             | 978             |
| ehemaliges Hafenamt                                                                                                  | ehemaliges Hafenamt | Uerdingen-Markt Oberstraße 13 Karte                              | | 1780                                              |                  | 174             |
| | | Uerdingen-Markt Oberstraße 20 Karte                              | |                                                   |                  | 368             |
| weitere Bilder | Wohnhaus mit Werkstatt | Uerdingen-Markt Oberstraße 23 Karte                              | ⊙ | vor 1724                                          | 19.08.2020       | 1028            |
| Et Klöske | Et Klöske | Uerdingen-Markt Oberstraße 29 Karte                              | | vor 1403                                          |                  | 175             |
| | | Uerdingen-Markt Oberstraße 32 Karte                              | Stammhaus der Familie Herbertz | Mitte des 18. Jh.                                 |                  | 508             |
| weitere Bilder | Wiegels’sches Haus | Uerdingen-Markt Oberstraße 38 Karte                              | | 1754                                              |                  | 176             |
| | | Uerdingen-Markt Oberstraße 40 Karte                              | |                                                   |                  | 177             |
| weitere Bilder | ehemaliges Kasino R 55 des Bayer-Werks Uerdingen sowie Außenanlagen | Hohenbudberg Rheinuferstraße 10 Karte                            | umfasst das Kasinogebäude (Werkskantine) der Architekten Helmut Hentrich und Hubert Petschnigg sowie die von Roland Weber gestalteten Außenanlagen zwischen Rheinuferstraße und Rhein. Das Denkmal wurde im Sommer 2020 abgerissen.                                                                                  | 1960–1961                                         |                  | 995             |
| weitere Bilder | ehemalige Krefelder Abwasserreinigungsanlage | Uerdingen-Markt Rundweg 20 Karte                                 | Architekt: Jörg Bruggaier | 1908–1910                                         |                  | 195             |
| weitere Bilder | Schieberhaus des ehem. Klärwerks Krefeld | Uerdingen-Markt Rundweg 20 Karte                                 | Architekt: Jörg Bruggaier | 1908–1910                                         |                  | 982             |
| weitere Bilder | Betriebsleiterwohnhaus des ehem. Klärwerks Krefeld | Uerdingen-Markt Rundweg 22 Karte                                 | Architekt: Anton Rumpen | 1921–1922                                         |                  | 981             |
| weitere Bilder | Ter-Meer-Siedlung | Uerdingen, Nord-Uerdingen Schützenstraße 2 Karte                 | Architekt: Johann Heinrich Oediger; Auftrag- und Namensgeber: Edmund ter Meer; Arbeitersiedlung mit zweigeschossigen Backsteinhäusern für die damaligen chemischen Fabriken vormals Weiler ter-Meer | 1921–1922                                         | 1994             | 698             |
| weitere Bilder | Ter-Meer-Siedlung | Uerdingen, Nord-Uerdingen Schützenstraße 6 Karte                 | Architekt: Johann Heinrich Oediger; Auftrag- und Namensgeber: Edmund ter Meer; Arbeitersiedlung mit zweigeschossigen Backsteinhäusern für die damaligen chemischen Fabriken vormals Weiler ter-Meer | 1921–1922                                         | 1994             | 699             |
| weitere Bilder | Ter-Meer-Siedlung | Uerdingen, Nord-Uerdingen Schützenstraße 8 Karte                 | Architekt: Johann Heinrich Oediger; Auftrag- und Namensgeber: Edmund ter Meer; Arbeitersiedlung mit zweigeschossigen Backsteinhäusern für die damaligen chemischen Fabriken vormals Weiler ter-Meer | 1921–1922                                         | 1994             | 700             |
| weitere Bilder | Ter-Meer-Siedlung | Uerdingen, Nord-Uerdingen Schützenstraße 10 Karte                | Architekt: Johann Heinrich Oediger; Auftrag- und Namensgeber: Edmund ter Meer; Arbeitersiedlung mit zweigeschossigen Backsteinhäusern für die damaligen chemischen Fabriken vormals Weiler ter-Meer | 1921–1922                                         | 1994             | 701             |
| weitere Bilder | Ter-Meer-Siedlung | Uerdingen, Nord-Uerdingen Schützenstraße 12 Karte                | Architekt: Johann Heinrich Oediger; Auftrag- und Namensgeber: Edmund ter Meer; Arbeitersiedlung mit zweigeschossigen Backsteinhäusern für die damaligen chemischen Fabriken vormals Weiler ter-Meer | 1921–1922                                         | 1994             | 702             |
| weitere Bilder | Ter-Meer-Siedlung | Uerdingen, Nord-Uerdingen Schützenstraße 14 Karte                | Architekt: Johann Heinrich Oediger; Auftrag- und Namensgeber: Edmund ter Meer; Arbeitersiedlung mit zweigeschossigen Backsteinhäusern für die damaligen chemischen Fabriken vormals Weiler ter-Meer | 1921–1922                                         | 1994             | 703             |
| weitere Bilder | Ter-Meer-Siedlung | Uerdingen, Nord-Uerdingen Schützenstraße 16 Karte                | Architekt: Johann Heinrich Oediger; Auftrag- und Namensgeber: Edmund ter Meer; Arbeitersiedlung mit zweigeschossigen Backsteinhäusern für die damaligen chemischen Fabriken vormals Weiler ter-Meer | 1921–1922                                         | 1994             | 704             |
| weitere Bilder | Ter-Meer-Siedlung | Uerdingen, Nord-Uerdingen Ter-Meer-Platz 1 Karte                 | Architekt: Johann Heinrich Oediger; Auftrag- und Namensgeber: Edmund ter Meer; Arbeitersiedlung mit zweigeschossigen Backsteinhäusern für die damaligen chemischen Fabriken vormals Weiler ter-Meer | 1921–1922                                         | 1994             | 645             |
| weitere Bilder | Ter-Meer-Siedlung | Uerdingen, Nord-Uerdingen Ter-Meer-Platz 2 Karte                 | Architekt: Johann Heinrich Oediger; Auftrag- und Namensgeber: Edmund ter Meer; Arbeitersiedlung mit zweigeschossigen Backsteinhäusern für die damaligen chemischen Fabriken vormals Weiler ter-Meer | 1921–1922                                         | 1994             | 646             |
| weitere Bilder | Ter-Meer-Siedlung | Uerdingen, Nord-Uerdingen Ter-Meer-Platz 3 Karte                 | Architekt: Johann Heinrich Oediger; Auftrag- und Namensgeber: Edmund ter Meer; Arbeitersiedlung mit zweigeschossigen Backsteinhäusern für die damaligen chemischen Fabriken vormals Weiler ter-Meer | 1921–1922                                         | 1994             | 647             |
| weitere Bilder | Ter-Meer-Siedlung | Uerdingen, Nord-Uerdingen Ter-Meer-Platz 4 Karte                 | Architekt: Johann Heinrich Oediger; Auftrag- und Namensgeber: Edmund ter Meer; Arbeitersiedlung mit zweigeschossigen Backsteinhäusern für die damaligen chemischen Fabriken vormals Weiler ter-Meer | 1921–1922                                         | 1994             | 648             |
| weitere Bilder | Ter-Meer-Siedlung | Uerdingen, Nord-Uerdingen Ter-Meer-Platz 5 Karte                 | Architekt: Johann Heinrich Oediger; Auftrag- und Namensgeber: Edmund ter Meer; Arbeitersiedlung mit zweigeschossigen Backsteinhäusern für die damaligen chemischen Fabriken vormals Weiler ter-Meer | 1921–1922                                         | 1994             | 649             |
| weitere Bilder | Ter-Meer-Siedlung | Uerdingen, Nord-Uerdingen Ter-Meer-Platz 6 Karte                 | Architekt: Johann Heinrich Oediger; Auftrag- und Namensgeber: Edmund ter Meer; Arbeitersiedlung mit zweigeschossigen Backsteinhäusern für die damaligen chemischen Fabriken vormals Weiler ter-Meer | 1921–1922                                         | 1994             | 650             |
| weitere Bilder | Ter-Meer-Siedlung | Uerdingen, Nord-Uerdingen Ter-Meer-Platz 7 Karte                 | Architekt: Johann Heinrich Oediger; Auftrag- und Namensgeber: Edmund ter Meer; Arbeitersiedlung mit zweigeschossigen Backsteinhäusern für die damaligen chemischen Fabriken vormals Weiler ter-Meer | 1921–1922                                         | 1994             | 651             |
| weitere Bilder | Ter-Meer-Siedlung | Uerdingen, Nord-Uerdingen Ter-Meer-Platz 8 Karte                 | Architekt: Johann Heinrich Oediger; Auftrag- und Namensgeber: Edmund ter Meer; Arbeitersiedlung mit zweigeschossigen Backsteinhäusern für die damaligen chemischen Fabriken vormals Weiler ter-Meer | 1921–1922                                         | 1994             | 652             |
| weitere Bilder | Ter-Meer-Siedlung | Uerdingen, Nord-Uerdingen Ter-Meer-Platz 9 Karte                 | Architekt: Johann Heinrich Oediger; Auftrag- und Namensgeber: Edmund ter Meer; Arbeitersiedlung mit zweigeschossigen Backsteinhäusern für die damaligen chemischen Fabriken vormals Weiler ter-Meer | 1921–1922                                         | 1994             | 653             |
| weitere Bilder | Ter-Meer-Siedlung | Uerdingen, Nord-Uerdingen Ter-Meer-Platz 10 Karte                | Architekt: Johann Heinrich Oediger; Auftrag- und Namensgeber: Edmund ter Meer; Arbeitersiedlung mit zweigeschossigen Backsteinhäusern für die damaligen chemischen Fabriken vormals Weiler ter-Meer | 1921–1922                                         | 1994             | 654             |
| weitere Bilder | Ter-Meer-Siedlung | Uerdingen, Nord-Uerdingen Ter-Meer-Platz 11 Karte                | Architekt: Johann Heinrich Oediger; Auftrag- und Namensgeber: Edmund ter Meer; Arbeitersiedlung mit zweigeschossigen Backsteinhäusern für die damaligen chemischen Fabriken vormals Weiler ter-Meer | 1921–1922                                         | 1994             | 655             |
| weitere Bilder | Ter-Meer-Siedlung | Uerdingen, Nord-Uerdingen Ter-Meer-Platz 12 Karte                | Architekt: Johann Heinrich Oediger; Auftrag- und Namensgeber: Edmund ter Meer; Arbeitersiedlung mit zweigeschossigen Backsteinhäusern für die damaligen chemischen Fabriken vormals Weiler ter-Meer | 1921–1922                                         | 1994             | 656             |
| weitere Bilder | Ter-Meer-Siedlung | Uerdingen, Nord-Uerdingen Ter-Meer-Straße 19 Karte               | Architekt: Johann Heinrich Oediger; Auftrag- und Namensgeber: Edmund ter Meer; Arbeitersiedlung mit zweigeschossigen Backsteinhäusern für die damaligen chemischen Fabriken vormals Weiler ter-Meer | 1921–1922                                         | 1994             | 657             |
| weitere Bilder | Ter-Meer-Siedlung | Uerdingen, Nord-Uerdingen Ter-Meer-Straße 20 Karte               | Architekt: Johann Heinrich Oediger; Auftrag- und Namensgeber: Edmund ter Meer; Arbeitersiedlung mit zweigeschossigen Backsteinhäusern für die damaligen chemischen Fabriken vormals Weiler ter-Meer | 1921–1922                                         | 1994             | 663             |
| weitere Bilder | Ter-Meer-Siedlung | Uerdingen, Nord-Uerdingen Ter-Meer-Straße 21 Karte               | Architekt: Johann Heinrich Oediger; Auftrag- und Namensgeber: Edmund ter Meer; Arbeitersiedlung mit zweigeschossigen Backsteinhäusern für die damaligen chemischen Fabriken vormals Weiler ter-Meer | 1921–1922                                         | 1994             | 658             |
| weitere Bilder | Ter-Meer-Siedlung | Uerdingen, Nord-Uerdingen Ter-Meer-Straße 22 Karte               | Architekt: Johann Heinrich Oediger; Auftrag- und Namensgeber: Edmund ter Meer; Arbeitersiedlung mit zweigeschossigen Backsteinhäusern für die damaligen chemischen Fabriken vormals Weiler ter-Meer | 1921–1922                                         | 1994             | 664             |
| weitere Bilder | Ter-Meer-Siedlung | Uerdingen, Nord-Uerdingen Ter-Meer-Straße 23 Karte               | Architekt: Johann Heinrich Oediger; Auftrag- und Namensgeber: Edmund ter Meer; Arbeitersiedlung mit zweigeschossigen Backsteinhäusern für die damaligen chemischen Fabriken vormals Weiler ter-Meer | 1921–1922                                         | 1994             | 659             |
| weitere Bilder | Ter-Meer-Siedlung | Uerdingen, Nord-Uerdingen Ter-Meer-Straße 24 Karte               | Architekt: Johann Heinrich Oediger; Auftrag- und Namensgeber: Edmund ter Meer; Arbeitersiedlung mit zweigeschossigen Backsteinhäusern für die damaligen chemischen Fabriken vormals Weiler ter-Meer | 1921–1922                                         | 1994             | 665             |
| weitere Bilder | Ter-Meer-Siedlung | Uerdingen, Nord-Uerdingen Ter-Meer-Straße 25 Karte               | Architekt: Johann Heinrich Oediger; Auftrag- und Namensgeber: Edmund ter Meer; Arbeitersiedlung mit zweigeschossigen Backsteinhäusern für die damaligen chemischen Fabriken vormals Weiler ter-Meer | 1921–1922                                         | 1994             | 660             |
| weitere Bilder | Ter-Meer-Siedlung | Uerdingen, Nord-Uerdingen Ter-Meer-Straße 26 Karte               | Architekt: Johann Heinrich Oediger; Auftrag- und Namensgeber: Edmund ter Meer; Arbeitersiedlung mit zweigeschossigen Backsteinhäusern für die damaligen chemischen Fabriken vormals Weiler ter-Meer | 1921–1922                                         | 1994             | 666             |
| weitere Bilder | Ter-Meer-Siedlung | Uerdingen, Nord-Uerdingen Ter-Meer-Straße 27 Karte               | Architekt: Johann Heinrich Oediger; Auftrag- und Namensgeber: Edmund ter Meer; Arbeitersiedlung mit zweigeschossigen Backsteinhäusern für die damaligen chemischen Fabriken vormals Weiler ter-Meer | 1921–1922                                         | 1994             | 661             |
| weitere Bilder | Ter-Meer-Siedlung | Uerdingen, Nord-Uerdingen Ter-Meer-Straße 28 Karte               | Architekt: Johann Heinrich Oediger; Auftrag- und Namensgeber: Edmund ter Meer; Arbeitersiedlung mit zweigeschossigen Backsteinhäusern für die damaligen chemischen Fabriken vormals Weiler ter-Meer | 1921–1922                                         | 1994             | 667             |
| weitere Bilder | Ter-Meer-Siedlung | Uerdingen, Nord-Uerdingen Ter-Meer-Straße 29 Karte               | Architekt: Johann Heinrich Oediger; Auftrag- und Namensgeber: Edmund ter Meer; Arbeitersiedlung mit zweigeschossigen Backsteinhäusern für die damaligen chemischen Fabriken vormals Weiler ter-Meer | 1921–1922                                         | 1994             | 662             |
| weitere Bilder | Ter-Meer-Siedlung | Uerdingen, Nord-Uerdingen Ter-Meer-Straße 30 Karte               | Architekt: Johann Heinrich Oediger; Auftrag- und Namensgeber: Edmund ter Meer; Arbeitersiedlung mit zweigeschossigen Backsteinhäusern für die damaligen chemischen Fabriken vormals Weiler ter-Meer | 1921–1922                                         | 1994             | 668             |
| weitere Bilder | Ter-Meer-Siedlung | Uerdingen, Nord-Uerdingen Ter-Meer-Straße 32 Karte               | Architekt: Johann Heinrich Oediger; Auftrag- und Namensgeber: Edmund ter Meer; Arbeitersiedlung mit zweigeschossigen Backsteinhäusern für die damaligen chemischen Fabriken vormals Weiler ter-Meer | 1921–1922                                         | 1994             | 669             |
| weitere Bilder | Ter-Meer-Siedlung | Uerdingen, Nord-Uerdingen Ter-Meer-Straße 34 Karte               | Architekt: Johann Heinrich Oediger; Auftrag- und Namensgeber: Edmund ter Meer; Arbeitersiedlung mit zweigeschossigen Backsteinhäusern für die damaligen chemischen Fabriken vormals Weiler ter-Meer | 1921–1922                                         | 1994             | 670             |
| weitere Bilder | Ter-Meer-Siedlung | Uerdingen, Nord-Uerdingen Ter-Meer-Straße 36 Karte               | Architekt: Johann Heinrich Oediger; Auftrag- und Namensgeber: Edmund ter Meer; Arbeitersiedlung mit zweigeschossigen Backsteinhäusern für die damaligen chemischen Fabriken vormals Weiler ter-Meer | 1921–1922                                         | 1994             | 671             |
| weitere Bilder | Ter-Meer-Siedlung | Uerdingen, Nord-Uerdingen Ter-Meer-Straße 38 Karte               | Architekt: Johann Heinrich Oediger; Auftrag- und Namensgeber: Edmund ter Meer; Arbeitersiedlung mit zweigeschossigen Backsteinhäusern für die damaligen chemischen Fabriken vormals Weiler ter-Meer | 1921–1922                                         | 1994             | 672             |
| weitere Bilder | Ter-Meer-Siedlung | Uerdingen, Nord-Uerdingen Ter-Meer-Straße 40 Karte               | Architekt: Johann Heinrich Oediger; Auftrag- und Namensgeber: Edmund ter Meer; Arbeitersiedlung mit zweigeschossigen Backsteinhäusern für die damaligen chemischen Fabriken vormals Weiler ter-Meer | 1921–1922                                         | 1994             | 673             |
| weitere Bilder | Ter-Meer-Siedlung | Uerdingen, Nord-Uerdingen Ter-Meer-Straße 42 Karte               | Architekt: Johann Heinrich Oediger; Auftrag- und Namensgeber: Edmund ter Meer; Arbeitersiedlung mit zweigeschossigen Backsteinhäusern für die damaligen chemischen Fabriken vormals Weiler ter-Meer | 1921–1922                                         | 1994             | 674             |
| weitere Bilder | Ter-Meer-Siedlung | Uerdingen, Nord-Uerdingen Ter-Meer-Straße 44 Karte               | Architekt: Johann Heinrich Oediger; Auftrag- und Namensgeber: Edmund ter Meer; Arbeitersiedlung mit zweigeschossigen Backsteinhäusern für die damaligen chemischen Fabriken vormals Weiler ter-Meer | 1921–1922                                         | 1994             | 675             |
| weitere Bilder | Ter-Meer-Siedlung | Uerdingen, Nord-Uerdingen Ter-Meer-Straße 46 Karte               | Architekt: Johann Heinrich Oediger; Auftrag- und Namensgeber: Edmund ter Meer; Arbeitersiedlung mit zweigeschossigen Backsteinhäusern für die damaligen chemischen Fabriken vormals Weiler ter-Meer | 1921–1922                                         | 1994             | 676             |
| weitere Bilder | Ter-Meer-Siedlung | Uerdingen, Nord-Uerdingen Ter-Meer-Straße 48 Karte               | Architekt: Johann Heinrich Oediger; Auftrag- und Namensgeber: Edmund ter Meer; Arbeitersiedlung mit zweigeschossigen Backsteinhäusern für die damaligen chemischen Fabriken vormals Weiler ter-Meer | 1921–1922                                         | 1994             | 677             |
| weitere Bilder | Ter-Meer-Siedlung | Uerdingen, Nord-Uerdingen Ter-Meer-Straße 50 Karte               | Architekt: Johann Heinrich Oediger; Auftrag- und Namensgeber: Edmund ter Meer; Arbeitersiedlung mit zweigeschossigen Backsteinhäusern für die damaligen chemischen Fabriken vormals Weiler ter-Meer | 1921–1922                                         | 1994             | 678             |
| weitere Bilder | Ter-Meer-Siedlung | Uerdingen, Nord-Uerdingen Ter-Meer-Straße 52 Karte               | Architekt: Johann Heinrich Oediger; Auftrag- und Namensgeber: Edmund ter Meer; Arbeitersiedlung mit zweigeschossigen Backsteinhäusern für die damaligen chemischen Fabriken vormals Weiler ter-Meer | 1921–1922                                         | 1994             | 679             |
| weitere Bilder | Ter-Meer-Siedlung | Uerdingen, Nord-Uerdingen Ter-Meer-Straße 54 Karte               | Architekt: Johann Heinrich Oediger; Auftrag- und Namensgeber: Edmund ter Meer; Arbeitersiedlung mit zweigeschossigen Backsteinhäusern für die damaligen chemischen Fabriken vormals Weiler ter-Meer | 1921–1922                                         | 1994             | 680             |
| BW | Krienshüttenhof | Hohenbudberg Vennikelstraße 125 Karte                            | |                                                   |                  | 865             |
| weitere Bilder | Ter-Meer-Siedlung | Uerdingen, Nord-Uerdingen Weilerstraße 3 Karte                   | Architekt: Johann Heinrich Oediger; Auftrag- und Namensgeber: Edmund ter Meer; Arbeitersiedlung mit zweigeschossigen Backsteinhäusern für die damaligen chemischen Fabriken vormals Weiler ter-Meer | 1921–1922                                         | 1994             | 681             |
| weitere Bilder | Ter-Meer-Siedlung | Uerdingen, Nord-Uerdingen Weilerstraße 4 Karte                   | Architekt: Johann Heinrich Oediger; Auftrag- und Namensgeber: Edmund ter Meer; Arbeitersiedlung mit zweigeschossigen Backsteinhäusern für die damaligen chemischen Fabriken vormals Weiler ter-Meer | 1921–1922                                         | 1994             | 682             |
| weitere Bilder | Ter-Meer-Siedlung | Uerdingen, Nord-Uerdingen Weilerstraße 5 Karte                   | Architekt: Johann Heinrich Oediger; Auftrag- und Namensgeber: Edmund ter Meer; Arbeitersiedlung mit zweigeschossigen Backsteinhäusern für die damaligen chemischen Fabriken vormals Weiler ter-Meer | 1921–1922                                         | 1994             | 683             |
| weitere Bilder | Ter-Meer-Siedlung | Uerdingen, Nord-Uerdingen Weilerstraße 6 Karte                   | Architekt: Johann Heinrich Oediger; Auftrag- und Namensgeber: Edmund ter Meer; Arbeitersiedlung mit zweigeschossigen Backsteinhäusern für die damaligen chemischen Fabriken vormals Weiler ter-Meer | 1921–1922                                         | 1994             | 684             |
| weitere Bilder | Ter-Meer-Siedlung | Uerdingen, Nord-Uerdingen Weilerstraße 7 Karte                   | Architekt: Johann Heinrich Oediger; Auftrag- und Namensgeber: Edmund ter Meer; Arbeitersiedlung mit zweigeschossigen Backsteinhäusern für die damaligen chemischen Fabriken vormals Weiler ter-Meer | 1921–1922                                         | 1994             | 685             |
| weitere Bilder | Ter-Meer-Siedlung | Uerdingen, Nord-Uerdingen Weilerstraße 8 Karte                   | Architekt: Johann Heinrich Oediger; Auftrag- und Namensgeber: Edmund ter Meer; Arbeitersiedlung mit zweigeschossigen Backsteinhäusern für die damaligen chemischen Fabriken vormals Weiler ter-Meer | 1921–1922                                         | 1994             | 686             |
| weitere Bilder | Ter-Meer-Siedlung | Uerdingen, Nord-Uerdingen Weilerstraße 9 Karte                   | Architekt: Johann Heinrich Oediger; Auftrag- und Namensgeber: Edmund ter Meer; Arbeitersiedlung mit zweigeschossigen Backsteinhäusern für die damaligen chemischen Fabriken vormals Weiler ter-Meer | 1921–1922                                         | 1994             | 687             |
| weitere Bilder | Ter-Meer-Siedlung | Uerdingen, Nord-Uerdingen Weilerstraße 10 Karte                  | Architekt: Johann Heinrich Oediger; Auftrag- und Namensgeber: Edmund ter Meer; Arbeitersiedlung mit zweigeschossigen Backsteinhäusern für die damaligen chemischen Fabriken vormals Weiler ter-Meer | 1921–1922                                         | 1994             | 688             |
| weitere Bilder | Ter-Meer-Siedlung | Uerdingen, Nord-Uerdingen Weilerstraße 11 Karte                  | Architekt: Johann Heinrich Oediger; Auftrag- und Namensgeber: Edmund ter Meer; Arbeitersiedlung mit zweigeschossigen Backsteinhäusern für die damaligen chemischen Fabriken vormals Weiler ter-Meer | 1921–1922                                         | 1994             | 689             |
| weitere Bilder | Ter-Meer-Siedlung | Uerdingen, Nord-Uerdingen Weilerstraße 12 Karte                  | Architekt: Johann Heinrich Oediger; Auftrag- und Namensgeber: Edmund ter Meer; Arbeitersiedlung mit zweigeschossigen Backsteinhäusern für die damaligen chemischen Fabriken vormals Weiler ter-Meer | 1921–1922                                         | 1994             | 690             |
| weitere Bilder | Ter-Meer-Siedlung | Uerdingen, Nord-Uerdingen Weilerstraße 13 Karte                  | Architekt: Johann Heinrich Oediger; Auftrag- und Namensgeber: Edmund ter Meer; Arbeitersiedlung mit zweigeschossigen Backsteinhäusern für die damaligen chemischen Fabriken vormals Weiler ter-Meer | 1921–1922                                         | 1994             | 691             |
| weitere Bilder | Ter-Meer-Siedlung | Uerdingen, Nord-Uerdingen Weilerstraße 14 Karte                  | Architekt: Johann Heinrich Oediger; Auftrag- und Namensgeber: Edmund ter Meer; Arbeitersiedlung mit zweigeschossigen Backsteinhäusern für die damaligen chemischen Fabriken vormals Weiler ter-Meer | 1921–1922                                         | 1994             | 709             |
| weitere Bilder | Ter-Meer-Siedlung | Uerdingen, Nord-Uerdingen Weilerstraße 15 Karte                  | Architekt: Johann Heinrich Oediger; Auftrag- und Namensgeber: Edmund ter Meer; Arbeitersiedlung mit zweigeschossigen Backsteinhäusern für die damaligen chemischen Fabriken vormals Weiler ter-Meer | 1921–1922                                         | 1994             | 692             |
| weitere Bilder | Ter-Meer-Siedlung | Uerdingen, Nord-Uerdingen Weilerstraße 16 Karte                  | Architekt: Johann Heinrich Oediger; Auftrag- und Namensgeber: Edmund ter Meer; Arbeitersiedlung mit zweigeschossigen Backsteinhäusern für die damaligen chemischen Fabriken vormals Weiler ter-Meer | 1921–1922                                         | 1994             | 693             |
| weitere Bilder | Ter-Meer-Siedlung | Uerdingen, Nord-Uerdingen Weilerstraße 17 Karte                  | Architekt: Johann Heinrich Oediger; Auftrag- und Namensgeber: Edmund ter Meer; Arbeitersiedlung mit zweigeschossigen Backsteinhäusern für die damaligen chemischen Fabriken vormals Weiler ter-Meer | 1921–1922                                         | 1994             | 694             |
| weitere Bilder | Ter-Meer-Siedlung | Uerdingen, Nord-Uerdingen Weilerstraße 18 Karte                  | Architekt: Johann Heinrich Oediger; Auftrag- und Namensgeber: Edmund ter Meer; Arbeitersiedlung mit zweigeschossigen Backsteinhäusern für die damaligen chemischen Fabriken vormals Weiler ter-Meer | 1921–1922                                         | 1994             | 695             |
| weitere Bilder | Ter-Meer-Siedlung | Uerdingen, Nord-Uerdingen Weilerstraße 19 Karte                  | Architekt: Johann Heinrich Oediger; Auftrag- und Namensgeber: Edmund ter Meer; Arbeitersiedlung mit zweigeschossigen Backsteinhäusern für die damaligen chemischen Fabriken vormals Weiler ter-Meer | 1921–1922                                         | 1994             | 696             |
| weitere Bilder | Ter-Meer-Siedlung | Uerdingen, Nord-Uerdingen Weilerstraße 20 Karte                  | Architekt: Johann Heinrich Oediger; Auftrag- und Namensgeber: Edmund ter Meer; Arbeitersiedlung mit zweigeschossigen Backsteinhäusern für die damaligen chemischen Fabriken vormals Weiler ter-Meer | 1921–1922                                         | 1994             | 697             |